# Парламентарни избори в България (2013)
Парламентарните избори в България през 2013 година са предсрочни избори, които се провеждат на 12 май 2013 г. – 8 седмици по-рано от насрочените преди това за 7 юли редовни парламентарни избори. На тях са избрани народни представители в XLII обикновено народно събрание, което започва работа на 21 май 2013 г.
Нито една партия не получава мнозинство, а избирателната активност е рекордно ниска за избори за Народно събрание – едва 51,33%. Четири дни след изборите ГЕРБ иска касирането им – безпрецедентен в световен мащаб ход за победила в избори партия. На 9 юли Конституционният съд отхвърля искането.

## Насрочване и участници
В отговор на Антимонополните протести в страната, започнали на 5 февруари 2013 г., кабинетът „Борисов“ подава оставка на 20 февруари същата година. След последователни откази на трите най-големи парламентарно представени партии да съставят правителство, е назначен служебен кабинет. На 28 февруари 2013 г. президентът Росен Плевнелиев насрочва предсрочни парламентарни избори за 12 май 2013 г.
За участие в изборите Централната избирателна комисия регистрира 45 партии и коалиции. Девет от тях не издигат кандидати, а други издигат кандидати само в някои избирателни райони. Затова бюлетините за различните райони включват от 29 до 36 партии и коалиции. Във Варна и Плевен има и по един независим кандидат.

## Предизборна кампания
Месецът преди изборите, когато протича предизборната кампания, е белязан с поредица от скандали, а именно:
- Сигнал за незаконно подслушване, депозиран от Сергей Станишев пред главния прокурор Сотир Цацаров. Част от записите е изтрита от ръководен служител на Специализирана дирекция „Оперативни технически операции“ малко преди проверката.[14]
- Подхвърлени звукозаписи от подслушан разговор между Бойко Борисов, бившия министър на земеделието Мирослав Найденов и бившия градски прокурор на София Николай Кокинов, които според главния прокурор са автентични.[15][16]
- Костинбродска афера – 350 000 отпечатани и готови за експедиция изборни бюлетини извън договорените количества, открити от прокуратурата на 10 май вечерта в печатница „Мултипринт“ в Костинброд.[17]

Вместо тези скандали очакванията са били в предизборната кампания партиите да наблегнат на мерките срещу бедността. Но тези очаквания не се оправдават.

## Социологически проучвания и сондажи
Скандалите не отминават и социологическите проучвания. Партия РЗС обвинява агенциите „Галъп“ и „Медиана“, че нарушават Изборния кодекс. А четири социологически агенции обявяват бойкот на агенция „МБМД“ заради неин сондаж от март (вж. по-долу), който дава 14,5% преднина на ГЕРБ пред БСП.
По-долу е дадена таблица, с помощта на която могат да се проследят нагласите на избирателите от 11 май 2012 г. (година преди изборите) нататък:
| Агенция       | Дата              | ГЕРБ   | БСП    | ДПС    | Атака | ДБГ   | СДС   | ДСБ+БДФ | РЗС   | НФСБ  | Други  | Общо   |
| ------------- | ----------------- | ------ | ------ | ------ | ----- | ----- | ----- | ------- | ----- | ----- | ------ | ------ |
| Отв. общество | 11 май 2012       | 27,8%  | 21,0%  | 3,3%   | 1,2%  | 6,7%  | 1,2%  | 0,7%    | 0,3%  |       |        | 62,2%  |
| МБМД          | 17 септември 2012 | 27,3%  | 16,4%  | 4,8%   | 1,8%  | 6,4%  | 1,5%  | 0,7%    |       |       |        | 58,9%  |
| Алфа Рисърч   | 28 септември 2012 | 21,4%  | 16,1%  | 5,1%   | 1,4%  | 6,4%  | 2,0%  | 1,3%    | 0,7%  | 0,5%  | 7,5%   | 62,4%  |
| Галъп         | 10 януари 2013    | 23,8%  | 19,7%  | 7,0%   | 1,2%  | 4,9%  | 1,0%  | 0,8%    | 0,5%  | 1,2%  | 1,8%   | 61,9%  |
| Алфа Рисърч   | 17 януари 2013    | 20,9%  | 18,5%  | 5,4%   | 1,9%  | 5,6%  | 1,6%  | 2,8%    | 0,5%  | 1,6%  | 6,7%   | 65,5%  |
| НЦИОМ         | 20 януари 2013    | 24,2%  | 19,5%  | 6,4%   | 2,6%  | 5,9%  |       |         |       |       |        | 58,6%  |
| ИМП           | 30 януари 2013    | 24,8%  | 19,3%  | 5,5%   | 2,7%  | 4,8%  | 1,7%  | 1,5%    | 2,7%  |       |        | 63,0%  |
| Медиана       | 15 февруари 2013  | 19,3%  | 22,5%  | 6,8%   | 3,6%  | 5,9%  | 1,6%  | 1,4%    | 0,1%  | 1,4%  | 0,8%   | 63,4%  |
| МБМД          | 18 февруари 2013  | 22,0%  | 19,0%  |        |       |       |       |         |       |       |        | 41,0%  |
| ИМП           | 26 февруари 2013  | 24,1%  | 20,3%  | 4,6%   | 3,6%  | 2,7%  | 1,1%  | 2,1%    | 1,8%  |       |        | 60,3%  |
| Галъп         | 15 март 2013      | 19,7%  | 18,6%  | 5,2%   | 5,0%  | 3,0%  | 0,7%  | 0,7%    | 0,8%  | 1,5%  | 2,7%   | 57,9%  |
| Медиана       | 18 март 2013      | 21,3%  | 20,4%  | 7,9%   | 4,3%  | 5,1%  | 1,4%  | 1,5%    |       | 1,9%  |        | 63,8%  |
| МБМД          | 19 март 2013      | 30,1%  | 15,6%  | 5,0%   | 4,4%  | 2,7%  |       |         |       |       |        | 57,8%  |
| Сова Харис    | 23 март 2013      | 19,0%  | 18,7%  | 5,2%   | 5,0%  | 1,6%  | 0,7%  | 0,7%    |       |       |        | 50,9%  |
| ИМП           | 26 март 2013      | 24,8%  | 20,6%  | 5,6%   | 4,9%  | 4,3%  | 0,7%  | 3,6%    | 1,1%  | 1,9%  | 10,5%  | 78,0%  |
| Алфа Рисърч   | 27 март 2013      | 21,9%  | 17,4%  | 4,8%   | 5,5%  | 3,9%  | 0,6%  | 1,8%    | 0,5%  | 1,6%  | 5,9%   | 63,9%  |
| Скала         | 28 март 2013      | 25,3%  | 20,2%  | 14,0%  | 9,9%  | 6,0%  |       |         |       |       |        | 75,4%  |
| НЦИОМ         | 29 март 2013      | 24,4%  | 17,5%  | 6,5%   | 5,0%  | 3,5%  |       | 2,0%    |       |       |        | 58,9%  |
| Медиана       | 9 април 2013      | 26,4%  | 23,7%  | 5,8%   | 6,2%  | 4,5%  | 1,8%  | 2,4%    |       | 2,2%  |        | 73,0%  |
| ЦДП           | 11 април 2013     | 11,0%  | 15,0%  | 6,0%   | 7,0%  | 3,0%  | 2,0%  | 3,0%    | 2,0%  | 5,0%  | 10,0%  | 64,0%  |
| Галъп         | 12 април 2013     | 22,8%  | 19,9%  | 4,9%   | 5,7%  | 3,9%  | 1,2%  | 1,2%    | 0,5%  | 0,8%  | 1,8%   | 62,7%  |
| Алфа Рисърч   | 14 април 2013     | 22,5%  | 16,9%  | 4,8%   | 4,9%  | 2,9%  |       | 1,8%    |       | 1,3%  |        | 55,1%  |
| НЦИОМ         | 15 април 2013     | 23,9%  | 17,5%  | 6,2%   | 5,2%  | 3,1%  |       | 2,0%    |       | 2,0%  |        | 59,9%  |
| Афис          | 15 април 2013     | 24,0%  | 18,9%  | 5,0%   | 5,4%  | 3,1%  |       | 1,1%    | 2,7%  | 0,7%  |        | 60,9%  |
| ЦАМ           | 18 април 2013     | 24,1%  | 18,2%  | 6,1%   | 4,8%  | 4,4%  | 1,0%  | 1,2%    | 0,7%  |       |        | 60,5%  |
| Медиана       | 22 април 2013     | 23,3%  | 21,4%  | 6,2%   | 5,5%  | 4,5%  | 0,9%  | 2,1%    | 0,7%  | 2,6%  | 6,8%   | 74,0%  |
| МБМД          | 23 април 2013     | 28,3%  | 18,7%  | 5,2%   | 5,2%  | 4,1%  | 1,0%  | 1,6%    | 1,5%  | 2,9%  |        | 68,5%  |
| ЦАМ           | 24 април 2013     | 23,0%  | 17,8%  | 6,1%   | 5,8%  | 4,7%  |       | 1,6%    |       | 1,9%  |        | 60,9%  |
| НЦИОМ         | 25 април 2013     | 23,6%  | 17,7%  | 6,0%   | 4,9%  | 3,0%  |       |         |       |       |        | 55,2%  |
| Скала         | 28 април 2013     | 25,6%  | 22,3%  | 12,3%  | 9,0%  | 7,2%  | 2,1%  | 4,1%    | 2,6%  | 3,3%  | 11,7%  | 100,2% |
| Галъп         | 1 май 2013        | 24,0%  | 23,6%  | 7,1%   | 3,6%  | 3,7%  | 0,8%  | 1,4%    | 1,6%  | 1,6%  | 2,9%   | 70,3%  |
| Афис          | 3 май 2013        | 21,8%  | 19,5%  | 6,0%   | 5,8%  | 3,4%  |       | 2,1%    | 3,6%  | 3,3%  |        | 65,5%  |
| ЦАМ           | 4 май 2013        | 21,3%  | 18,9%  | 7,0%   | 4,9%  | 4,9%  | 1,4%  | 1,2%    | 0,8%  |       |        | 60,4%  |
| МБМД          | 5 май 2013        | 34,2%  | 25,4%  | 11,7%  | 8,8%  | 5,4%  |       |         |       |       |        | 85,5%  |
| Скала         | 6 май 2013        | 26,8%  | 26,4%  | 11,5%  | 9,2%  | 5,4%  | 3,1%  | 4,0%    | 3,3%  | 3,4%  | 6,9%   | 100,0% |
| Сова Харис    | 7 май 2013        | 20,9%  | 20,4%  | 5,2%   | 4,0%  | 2,4%  | 2,3%  | 1,7%    | 2,4%  | 1,0%  | 2,7%   | 63,0%  |
| НЦИОМ         | 8 май 2013        | 34,0%  | 25,0%  | 13,0%  | 8,0%  |       |       |         |       |       |        | 80,0%  |
| Алфа Рисърч   | 8 май 2013        | 33,0%  | 28,0%  | 10,0%  | 7,5%  | 4,0%  | 2,0%  | 2,7%    | 2,0%  | 2,3%  | 8,5%   | 100,0% |
| ЕСИ-Център    | 8 май 2013        | 26,1%  | 16,3%  | 4,3%   | 5,3%  | 4,3%  | 2,0%  | 2,7%    | 2,0%  | 3,3%  |        | 66,3%  |
| Медиана       | 8 май 2013        | 32,0%  | 31,5%  | 11,6%  | 8,0%  | 4,0%  | 1,8%  | 1,9%    | 1,0%  | 2,1%  | 6,1%   | 100,0% |
| Афис          | 9 май 2013        | 30,6%  | 29,3%  | 9,2%   | 8,2%  | 4,8%  |       |         | 5,4%  | 4,0%  |        | 91,5%  |
| ЦИК           | 2013-05-12        | 30,54% | 26,61% | 11,31% | 7,30% | 3,25% | 1,37% | 2,93%   | 1,67% | 3,70% | 11,28% | 99,95% |
| Сова Харис    | 28 май 2013       | 21,6%  | 21,6%  | 7,5%   | 5,5%  |       |       |         |       |       |        | 56,2%  |
| Галъп         | 13 юни 2013       | 18,4%  | 23,5%  | 7,6%   | 3,4%  | 2,0%  | 1,0%  | 1,5%    |       | 1,3%  |        | 58,7%  |
| Медиана       | 1 юли 2013        | 18,6%  | 20,0%  | 7,4%   | 2,5%  | 3,4%  | 1,8%  | 1,9%    |       | 2,8%  |        | 58,4%  |
| Галъп         | 4 юли 2013        | 17,8%  | 21,6%  | 6,7%   | 1,8%  | 2,6%  | 0,7%  | 1,6%    |       | 2,4%  |        | 55,2%  |
| НЦИОМ         | 10 юли 2013       | 22,5%  | 19,5%  | 6,5%   | 3,0%  | 3,0%  |       |         |       | 3,0%  |        | 57,5%  |
| Отв. общество | 16 юли 2013       | 23,4%  | 22,1%  | 5,2%   | 1,6%  | 2,2%  | 1,1%  | 1,3%    | 0,1%  | 2,1%  | 8,6%   | 67,7%  |
| ФКА           | 31 юли 2013       | 20,5%  | 21,8%  | 6,0%   | 2,8%  | 2,0%  | 2,1%  | 2,2%    |       | 2,9%  |        | 60,3%  |
| Галъп         | 8 август 2013     | 17,5%  | 21,7%  | 6,0%   | 2,4%  | 2,6%  | 1,4%  | 1,5%    |       | 2,5%  |        | 55,6%  |
| Сова Харис    | 9 септември 2013  | 17,9%  | 20,9%  | 6,2%   | 2,1%  | 1,1%  | 1,0%  | 1,3%    |       | 2,3%  |        | 52,8%  |
| Галъп         | 19 септември 2013 | 19,1%  | 22,4%  | 5,9%   | 2,7%  | 2,0%  | 1,5%  |         |       | 2,0%  |        | 55,6%  |
| Агенция       | Дата              | ГЕРБ   | БСП    | ДПС    | Атака | ДБГ   | СДС   | ДСБ     | РЗС   | НФСБ  | Други  | Общо   |

Забележки:
- В графата „дата“ е отбелязана датата на завършване на проучването (сондажа), а в случай, че тя не е дадена в източниците – датата на публикацията.
- Освен ако не е указано друго, процентите в таблицата са дадени като част от всички избиратели, а не като част от деклариралите намерение да гласуват.
- Всяко проучване (сондаж) е с различна методика и степен на представителност (вж. съответния източник). Терминологията на извадките е обяснена в.[81]

## Преброяване на гласовете и резултати
Освен от ЦИК, подадените на изборите гласове са преброени паралелно от австрийския институт за социални изследвания и консултации „SORA“. Резултатите от паралелното преброяване са публикувани на специален сайт.
Отчетената от ЦИК обобщена избирателна активност за страната е 51,33%. ГЕРБ печели най-много гласове в 13 избирателни района, БСП (Коалиция за България) – в 12, а ДПС – в 5. Окончателните резултати по партии и коалиции за цялата страна са следните:
| №   | Партия (ПП) / Коалиция (КП) / Инициативен комитет (ИК)                       | Гласове   | Разпред. |
| --- | ---------------------------------------------------------------------------- | --------- | -------- |
| 1.  | ПП „Нова алтернатива“                                                        | 18 267    | 0,516%   |
| 2.  | ПП „Демократическа партия“                                                   | 3 160     | 0,089%   |
| 4.  | ПП „Национален фронт за спасение на България“                                | 131 169   | 3,703%   |
| 5.  | КП „Коалиция за България“                                                    | 942 541   | 26,609%  |
| 6.  | КП „Център – Свобода и достойнство“                                          | 57 611    | 1,626%   |
| 8.  | ПП „Национал-демократична партия“                                            | 3 445     | 0,097%   |
| 9.  | КП „Гражданска листа – Модерна България“                                     | 14 352    | 0,405%   |
| 10. | КП „Съюз на демократичните сили“                                             | 48 681    | 1,374%   |
| 11. | ПП „Либерален алианс“                                                        | 8 873     | 0,250%   |
| 12. | ПП „Християн-социален съюз“                                                  | 1 687     | 0,048%   |
| 14. | ПП „Атака“                                                                   | 258 481   | 7,297%   |
| 15. | ПП ГЕРБ                                                                      | 1 081 605 | 30,535%  |
| 17. | ПП „Ред, законност и справедливост“                                          | 59 145    | 1,670%   |
| 18. | ПП „ВМРО – Българско национално движение“                                    | 66 803    | 1,886%   |
| 19. | ПП „Демократична гражданска инициатива“                                      | 15 482    | 0,437%   |
| 20. | ПП „Християндемократическа партия на България“                               | 3 722     | 0,105%   |
| 22. | ПП „Средна европейска класа“                                                 | 3 539     | 0,100%   |
| 23. | ПП „Национално патриотично обединение“                                       | 3 239     | 0,091%   |
| 25. | ПП „ЛИДЕР“                                                                   | 61 482    | 1,736%   |
| 26. | ПП „Зелените“                                                                | 26 520    | 0,749%   |
| 27. | КП „Демократи за силна България и Български демократически форум (ДСБ, БДФ)“ | 103 638   | 2,926%   |
| 28. | ПП „Социалдемократическа партия“                                             | 1 300     | 0,037%   |
| 29. | ПП „Другата България“                                                        | 2 497     | 0,070%   |
| 30. | ПП „Българската левица“                                                      | 5 924     | 0,167%   |
| 32. | ПП „Кауза България“                                                          | 2 234     | 0,063%   |
| 33. | ПП „Движение България на гражданите“                                         | 115 190   | 3,252%   |
| 34. | ПП „Демократична алтернатива за национално обединение“                       | 3 414     | 0,096%   |
| 35. | КП „Българска пролет“                                                        | 4 097     | 0,116%   |
| 36. | КП „Горда България“                                                          | 16 126    | 0,455%   |
| 37. | ПП „Глас народен“                                                            | 47 419    | 1,339%   |
| 38. | ПП „Български земеделски народен съюз“                                       | 7 715     | 0,218%   |
| 40. | ПП „Движение за права и свободи“                                             | 400 466   | 11,306%  |
| 41. | ПП „Национално движение Единство“                                            | 1 786     | 0,050%   |
| 42. | ПП „Партия на българските жени“                                              | 6 545     | 0,185%   |
| 44. | ПП „Единна народна партия“                                                   | 6 143     | 0,173%   |
| 45. | ПП „Съюз на комунистите в България“                                          | 6 168     | 0,174%   |
| 46. | ИК Иван Стоянов Славков (Варна)                                              | 990       | 0,028%   |
| 46. | ИК Жоро Петров Ничев (Плевен)                                                | 739       | 0,021%   |
|     | Всичко                                                                       | 3 542 205 | 99,999%  |

| №   | Партия (ПП) / Коалиция (КП)      | Мандати |
| --- | -------------------------------- | ------- |
| 5.  | КП „Коалиция за България“        | 84      |
| 14. | ПП „Атака“                       | 23      |
| 15. | ПП ГЕРБ                          | 97      |
| 40. | ПП „Движение за права и свободи“ | 36      |
|     | Всичко                           | 240     |

- Разпределение по избирателни райони
- Подадени гласове
- Депутатски места

Съгласно Изборния кодекс, резултатите от гласуването се определят по методиката на Хеър-Ниймайер.

## Искане за касиране на изборите
Четири дни след провеждането на изборите Бойко Борисов иска касирането им. Новината обикаля света и всички коментари отбелязват, че такъв ход е безпрецедентен в световен мащаб и че водачът на партията победителка иска нови избори.
ГЕРБ наема бившия конституционен съдия Георги Марков за консултант. На 22 май 2013 г., половин час преди крайния срок за това, в Конституционния съд са внесени три жалби за касиране на изборите с 96 подписа на депутати от ГЕРБ. По тях са образувани конституционни дела 13, 14 и 15 от 2013 г. Междувременно президентът Росен Плевнелиев и главният прокурор Сотир Цацаров не виждат основание за оспорване на изборите.
„Ройтерс“ съобщава мнение на експерти по право, че решението на Конституционния съд по въпроса може да отнеме месеци. Агенцията цитира Десислава Николова от ИПИ, че решение за касиране е много малко вероятно, но политическата нестабилност и несигурност в страната ще продължат. В интервю за агенция „Фокус“ политологът Антоний Гълъбов смята, че Конституционният съд няма да касира изборите като цяло – това би създало прецедент и трудности за политическите партии и държавата като цяло.
Конституционният съд допуска за разглеждане дело № 13 (вж. по-горе) на 29 май 2013 г., но оставя без уважение искането за разглеждането му в открито заседание. Шест седмици по-късно съдът излиза с решение по делото, с което отхвърля искането за касиране на изборите.
За проверка на въпросите по дело № 15 (вж. по-горе), отнасящо се до провеждането на изборите на територията на Турция, Конституционният съд назначава тройна съдебна експертиза.

## Разходи
Разходите от бюджета за организацията на изборите по план са 21 милиона лева.